# Diacanthodes
Diacanthodes is een geslacht van schimmels behorend tot de orde Polyporales. De typesoort is Diacanthodes philippinensis.

## Soorten
Volgens Index Fungorum telt het geslacht zes soorten (peildatum september 2023):
| Soortnaam                    | Auteur(s)                               | Publicatiejaar |
| ---------------------------- | --------------------------------------- | -------------- |
| Diacanthodes cerebriporoides | Robledo & Urcelay                       | 2020           |
| Diacanthodes coffeae         | (Wakef.) Robledo, K. Põldmaa & Ryvarden | 2020           |
| Diacanthodes fluminensis     | Corner                                  | 1989           |
| Diacanthodes griseus         | Corner                                  | 1989           |
| Diacanthodes neotropicalis   | Palacio & Robledo                       | 2020           |
| Diacanthodes novoguineensis  | (Henn.) O. Fidalgo                      | 1962           |